# Dufourea styx
Dufourea styx är en biart som beskrevs av Ebmer 1976. Dufourea styx ingår i släktet solbin, och familjen vägbin. Inga underarter finns listade i Catalogue of Life.